# NGC 6344
NGC 6344 is een dubbelster in het sterrenbeeld Hercules. Het hemelobject werd in 1886 ontdekt door de Duits-Britse astronoom Jacob Gerhard Lohse (1851-1941).